# فواز الطريس
فواز الطريس لاعب كرة قدم سعودي، يلعب في خط الوسط و يلعب حاليا لصالح نادي العدالة معار من نادي الهلال،.

## مسيرة اللاعب
مثل نادي الاتفاق في الفئات السنية، وصعد للفريق الأول عام 2017، ثم أُعير إلى نادي الخليج في عام 2018، وانتقل إلى نادي الهلال في عام 14 أكتوبر 2020 و أعير إلى نادي الفيحاء ونادي العدالة.